# Diabrotica fallenia
Diabrotica fallenia es una especie de insecto coleóptero de la familia Chrysomelidae.
Fue descrita científicamente en 1956 por Bechyne.